# Ловац на новац
Ловац на новац је трећи студијски албум српског рок музичара Велибора Боре Миљковића, познатијег као Тони Монтано.

## Опште информације
Албум је објављен 1991. године за издавачку кућу ПГП РТБ, а на њему се налази девет песама.
Гости на албуму били су Др. Џекил на флаути, клавијатурама и бубњевима, Пустињак Адам на гитари, Емилио Хорхес на бас гитари и чланови бенда Вампири као пратећи вокали. За аранжман на албуму био је задужен З. Адамовић, док је дизајн албума радила Зорица Лакић Оки.
Албум је објављен на аудио касети и ЛП издању. Садржи обраде песме Звиждук у осам Ђорђа Марјановића, Ми смо шампиони и Одлазиш 1984—1990, посвећену члановима Прљавог казалишта.
Поред свих, са албума се највише истакла песма 10 година, обрада песме Living next door to Alice, енглеског рок бенда Smokie. Ова песма је уједно најпознатија песма Тони Монтана, по којој је познат широј јавности.

## Списак песама
На албуму се налазе следеће песме :
| №               | Назив                        | Трајање |  |
| 1.              | Ћеркица                      | 3:15    |  |
| 2.              | Ђоку је хтела                | 4:20    |  |
| 3.              | Звиждук у осам               | 3:00    |  |
| 4.              | Како је спавати са девојком? | 2:55    |  |
| 5.              | Ми смо шампиони              | 4:00    |  |
| 6.              | Ован и рак                   | 4:10    |  |
| 7.              | Девојке су увек криве за све | 3:30    |  |
| 8.              | Одлазиш (1984-1990)          | 5:25    |  |
| 9.              | 10 година                    | 4:30    |  |
| Укупно трајање: | Укупно трајање:              | 35:05   |  |